# فرانتس لوئینسون-لسینگ

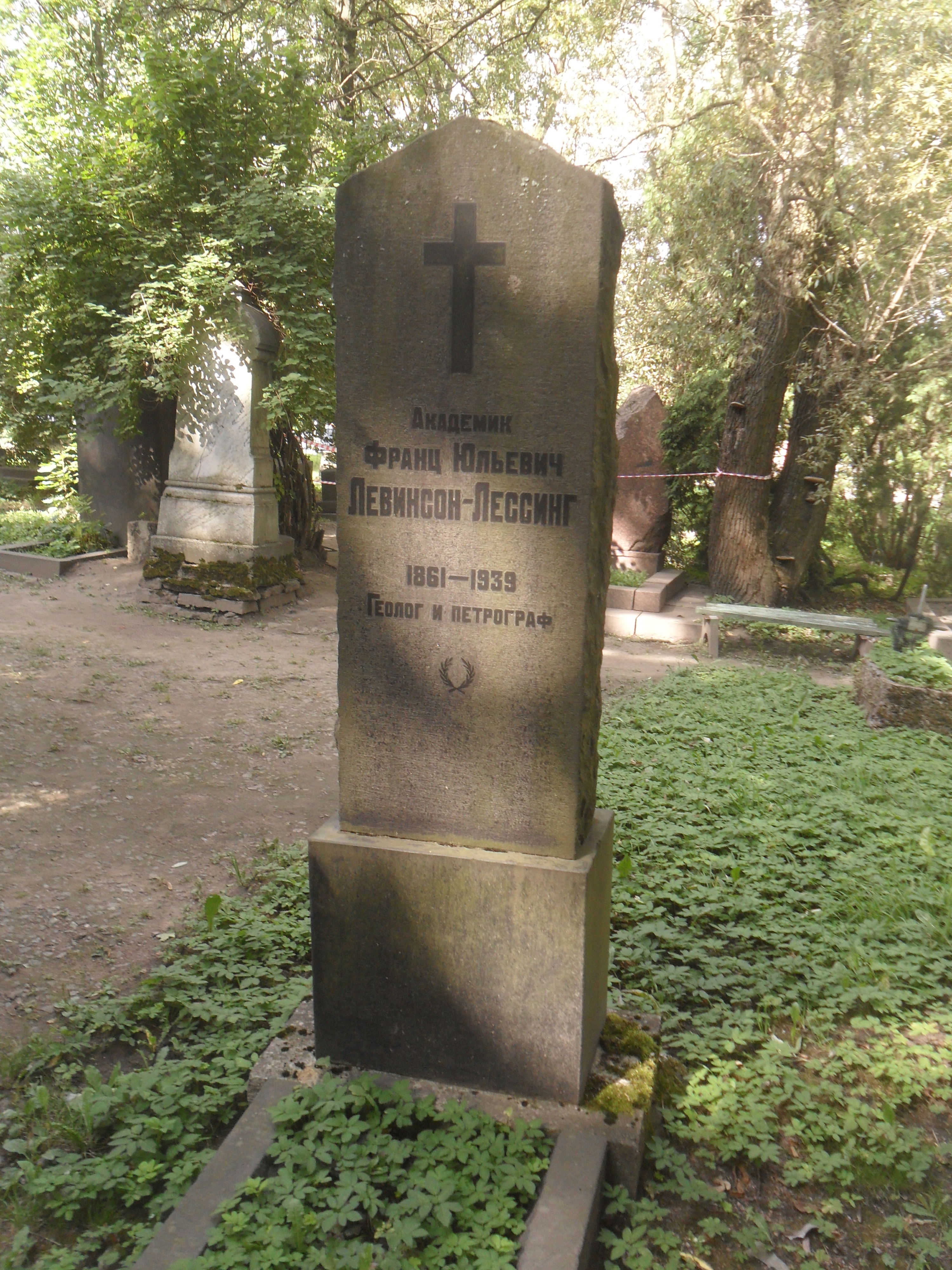

فرانتس یولیه‌ویچ لوئینسون-لسینگ (روسی: Фра́нц Юльевич Левинсо́н-Ле́ссинг زادهٔ ۲۵ فوریهٔ ۱۸۶۱ - درگذشته ۲۵ اکتبر ۱۹۳۹) یک زمین‌شناس، کانی‌شناس، مدرس، pedologist  اهل روسیه بود. وی رئیس موزه بود.

## زندگی‌نامه
در ۹ مارس [سبک قدیمی: ۲۵ فوریه] ۱۸۶۱ در سنت پترزبورگ به دنیا آمد و از دانشگاه دولتی سنت پترزبورگ (۱۸۸۳) فارغ‌التحصیل شد. وی همچنین برنده دانشمند شایسته جمهوری ارمنستان، دانشمند شایسته ارمنستان شوروی،  و نشان آنای مقدس (سنت آنا) شده است. وی در ۲۵ اکتبر ۱۹۳۹ در سن ۷۸ سالگی در سنت پترزبورگ درگذشت.

## یادداشت
1. ↑  Լիտերատորսկիե մոստկի